# Anna Dodziuk
Anna Dodziuk (ur. 7 sierpnia 1947 w Warszawie) – polska psychoterapeutka, publicystka i redaktor żydowskiego pochodzenia. W okresie PRL działaczka opozycji demokratycznej, współzałożycielka i w latach 1982–1989 redaktor „Tygodnika Mazowsze”. Założyła i kieruje Pracownią Psychoterapii i Psychoedukacji „Prometea” przy Stowarzyszeniu Profilaktyk Problemowej PROFIPRO.

## Życiorys
Jej mężem był Jan Lityński. Mieli córkę Barbarę Lityńską, aktorkę i poetkę, chorą na Zespół Downa (1972-2023).
W 1970 roku uzyskała magisterium na Wydziale Historycznym Uniwersytetu Warszawskiego, specjalizacja: etnografia. W latach 1969–1986 pracowała w Towarzystwie Rozwoju Rodziny, do 1973 roku w Ośrodku Badań nad Współczesną Rodziną (m.in. prowadziła badania nad czynnikami zadowolenia z małżeństwa u par z ponaddwudziestoletnim stażem), a później w Poradni Przedmałżeńskiej i Rodzinnej, gdzie prowadziła terapię indywidualną osób z problemami w rodzinie oraz w relacjach, a także terapię grupową par małżeńskich.
W latach 1978–1980 była redaktorem podziemnego pisma „Robotnik”, w latach 1980–1981 – współzałożycielką i wicedyrektorką Agencji Prasowej „Solidarności” AS, a w latach 1982–1988 (od pierwszego do ostatniego numeru) redagowała podziemny „Tygodnika Mazowsze”, wydawany przez region Mazowsze NSZZ „Solidarność”.
Od 1986 do 2007 roku pracowała jako psychoterapeuta i trener w Instytucie Psychologii Zdrowia (dawniej Instytucie Psychologii Zdrowia i Trzeźwości) Polskiego Towarzystwa Psychologicznego, gdzie zajmowała się głównie psychoterapią i szkoleniem w pomaganiu osób z doświadczeniem własnego uzależnienia i współuzależnienia (alkoholicy i członkowie rodzin alkoholowych). Od 1991 roku była kierownikiem programu terapeutyczno-rozwojowego i szkoleniowego dla tej grupy pod nazwą najpierw Studium Pomocy Psychologicznej dla Nieprofesjonalistów, później Program Rozwoju Osobistego.
W latach 1994–2007 była redaktorem naczelnym „Świata Problemów. Miesięcznika poświęconego profilaktyce i rozwiązywaniu problemów alkoholowych” – wydawanego przez Państwową Agencję Rozwiązywania Problemów Alkoholowych, a następnie Fundację ETOH.
Prowadzi treningi poświęcone poczuciu własnej wartości, problemom Dorosłych Dzieci Alkoholików, traumom dzieciństwa, problemom małżeńskim i partnerskim, a także rozwodowym. Zajmuje się też szkoleniami w tym zakresie, jak również dotyczącymi nastawienia do śmierci i pomagania osobom przeżywającym żałobę, głównie dla hospicjów. W 2006 roku założyła i kieruje Pracownią Psychoterapii i Psychoedukacji PROMETEA przy Stowarzyszeniu Profilaktyk Problemowej PROFIPRO. Od 2006 roku prowadzi też grupowe zajęcia superwizyjne w podyplomowej Profesjonalnej Szkole Psychoterapii przy SWPS i IPZ oraz inne superwizje.
Jest superwizorem psychoterapii i treningu psychologicznego Polskiego Towarzystwa Psychologicznego oraz certyfikowanym doradcą rodzinnym i specjalistką psychoterapii uzależnień.
Od 2001 roku jest przewodniczącą Komisji Pomocy Społecznej przy Związku Gmin Wyznaniowych Żydowskich. W latach 2004–2010 zasiadała w Zarządzie Gminy Wyznaniowej Żydowskiej w Warszawie. Jest członkiem założycielem B’nai B’rith Polska, reaktywowanego w 2007.

## Twórczość
Anna Dodziuk napisała kilkanaście książek poświęconych rozwiązywaniu problemów trudnej codzienności, kłopotom małżeńskim i rodzinnym, różnym emocjom i problemom psychologicznym oraz seksualnym. Jest też autorką licznych artykułów popularnych, głównie w prasie kobiecej, w tym cyklu felietonów w „Wysokich Obcasach” oraz 22 zeszytów „Jak się kochać” – dodatku do „Gazety Wyborczej”. Pisze również do czasopism fachowych na temat małżeństwa i rodziny, problemów alkoholowych, pomocy psychologicznej i psychoterapii. Tłumaczy książki z zakresu psychoterapii z języka angielskiego.
Książki:
- Rodzina w miastach polskich. „Ossolineum”, Wrocław-Kraków-Warszawa 1971 (z Danutą Markowską)
- Współczesna rodzina w Polsce. „Książka i Wiedza”, Warszawa 1975 (z Danutą Markowską)
- Pokochać siebie. „Intra”, Warszawa 1992 (w 1999 piąte wydanie w wydawnictwie „Akuracik”, w 2003 kolejne wydanie w wyd. Prószyński i Ska, 2009 w Wydawnictwa Szkolne i Pedagogiczne)
- Trzeźwieć razem. Instytut Psychologii Zdrowia i Trzeźwości, Warszawa 1993 (w 1999 drugie wydanie)
- Trudna nadzieja. Państwowa Agencja Rozwiązywania Problemów Alkoholowych, Warszawa 1993 (w 1995 roku wydana we Lwowie w ukraińskim tłumaczeniu, kolejne wydanie w PARPA w 2005 roku)
- Wyjść z matni. Prószyński i Ska, Warszawa 1994 (z Włodzimierzem Kameckim, w 1996 roku wydana we Lwowie w ukraińskim tłumaczeniu)
- Wady mężczyzn. Prószyński i Ska, Warszawa 1997
- Nałogowy człowiek. wyd. Fundacja ETOH, Warszawa 1999 i 2006 (z Leszkiem Kaplerem)
- Wstyd. Jak lepiej go rozumieć i nie pozwolić, żeby zatruwał nam życie. Instytut Psychologii Zdrowia (IPZ), Warszawa 1999
- Żal po stracie, czyli o przeżywaniu żałoby. IPZ, Warszawa 2001 i 2006
- Nie bać się śmierci. IPZ, Warszawa 2001 i 2006
- Ojcostwo, które boli. IPZ, Warszawa 2002
- Dobrze nam ze sobą. Przyjemna i pożyteczna książeczka o seksie. IPZ, Warszawa 2004
- Czy trudno jest łatwiej żyć? Punkt widzenia głównie kobiecy. Instytut Wydawniczy „Znak”, Kraków 2005.
- Trzeźwienie jako droga życiowa. IPZ, Warszawa 2006
- Spotkanie ze wstydem. IPZ, Warszawa 2006
- Bliskość, która uzdrawia i uszczęśliwia. IPZ, Warszawa 2006
- Nasze rodzinne dobre obyczaje – o pozytywnych nawykach, rytuałach o tradycjach. IPZ Warszawa 2010
- W łóżku niezbyt serio, czyli seks i zabawa. IPZ Warszawa 2010
- Druga dusza. O dwudziestu Festiwalach Kultury Żydowskiej w Krakowie. Czarna Owca, Warszawa 2010 (jednocześnie w tłumaczeniu angielskim: Second Soul. Twenty Jewish Culture Festivals in Cracow).

Tłumaczenia z języka angielskiego:
- Ernest Kurtz: Wstyd i poczucie winy. Instytut Psychologii Zdrowia i Trzeźwości, Warszawa 1988 (z Małgorzatą Waksmundzką)
- Sondra Ray: Zasługuję na miłość. Jacek Santorski & Co, Warszawa 1990
- Carl Rogers: Terapia nastawiona na klienta. Thesaurus-Press, Wrocław 1991
- Aleksander Lowen: Bioenergetyka. Jacek Santorski & Co, Warszawa 1992 (z Konstantym Gebertem)
- Robin Skynner, John Cleese: Żyć w rodzinie i przetrwać. Jacek Santorski & Co, Warszawa 1992
- David Powell: Superwizja kliniczna. Instytut Psychologii Zdrowia i Trzeźwości, Warszawa 1994 (z Agnieszką Górską)
- Harvey Jackins: Specyficzne cechy „Wzajemnego Pomagania”. Rational Island Publishers, Seattle, Washington (USA) 1995
- Harvey Jackins: W pełni ludzkich możliwości. Rational Island Publishers, Seattle, Washington (USA) 1995
- Charmaine Sanders: Mężczyzna i stres. Prószyński i Ska, Warszawa 1999
- Irvin D. Yalom: Patrząc w słońce. Jak przezwyciężyć grozę śmierci. Instytut Psychologii Zdrowia, Warszawa 2008

Opracowania:
- Moje małżeństwo i rodzina (wybór pamiętników), „Książka i Wiedza”, Warszawa 1974 (z Januszem Radziejowskim).
- Wybrane spojrzenia na alkoholizm i jego leczenie, Instytut Psychologii Zdrowia i Trzeźwości, Warszawa 1994.